# Marina Confalone
Marina Confalone (Napoli, 2 giugno 1951) è un'attrice e regista teatrale italiana, vincitrice di cinque David di Donatello, due Nastri d'argento, tre Ciak d'oro e un Premio Ubu per il teatro.

## Biografia
Esordisce in teatro giovanissima con la compagnia di Eduardo De Filippo (da ricordare la sua interpretazione di Maria, la cameriera della famiglia Cimmaruta, in Le voci di dentro), diventando poi caratterista cinematografica di vaglia.
Negli anni settanta alterna partecipazioni in molte opere teatrali di Eduardo a commedie all'italiana: recita in Febbre da cavallo di Steno, Il Marchese del Grillo di Mario Monicelli ed anche con Federico Fellini, in una piccola parte non accreditata nel film La città delle donne.
Nel 1984 recita nel film Così parlò Bellavista, diretto da Luciano De Crescenzo, che le fa vincere un David di Donatello ed un Nastro d'argento alla migliore attrice non protagonista.
Nel 1992 è Lina nel film di Mario Monicelli Parenti serpenti.
Ha dimostrato il suo talento anche in televisione, per la quale nel 1978 è stata interprete, accanto a Tino Buazzelli e Teo Teocoli, dello sceneggiato televisivo Il balordo tratto dal romanzo omonimo di Piero Chiara. Ha partecipato poi a Sogni e bisogni, miniserie televisiva diretta da Sergio Citti, e Aeroporto internazionale.
Nel 1986 ha preso parte al suo unico show televisivo dal titolo Un altro varietà, andato in onda su Rai 2.
È stata diretta, fra gli altri, dai registi Lina Wertmüller, Carlo Lizzani e Nanni Loy, e ha recitato accanto ad attori come Alberto Sordi, Paolo Villaggio, Paolo Panelli, Michele Placido, Gigi Proietti, Enrico Montesano, Roberto Benigni, Lino Banfi.

## Filmografia

### Cinema
- L'infermiera, regia di Nello Rossati (1975)
- Febbre da cavallo, regia di Steno (1976)
- La città delle donne, regia di Federico Fellini (1980)
- Fontamara, regia di Carlo Lizzani (1980)
- Il marchese del Grillo, regia di Mario Monicelli (1981)
- Grog, regia di Francesco Laudadio (1982)
- Pappa e ciccia, regia di Neri Parenti (1983)
- Flirt, regia di Roberto Russo (1983)
- Così parlò Bellavista, regia di Luciano De Crescenzo (1984)
- Don Chisciotte, regia di Maurizio Scaparro (1984)
- Il mistero di Bellavista, regia di Luciano De Crescenzo (1985)
- Separati in casa, regia di Riccardo Pazzaglia (1986)
- Sembra morto... ma è solo svenuto, regia di Felice Farina (1987)
- Gentili signore, regia di Adriana Monti (1988)
- 32 dicembre, regia di Luciano De Crescenzo (1988) - scene eliminate
- Parenti serpenti, regia di Mario Monicelli (1992)
- Pacco, doppio pacco e contropaccotto, regia di Nanni Loy (1993)
- Arriva la bufera, regia di Daniele Luchetti (1993)
- Veleno, regia di Bruno Bigoni (1994)
- Croce e delizia, regia di Luciano De Crescenzo (1995)
- La seconda volta, regia di Mimmo Calopresti (1995)
- La parola amore esiste, regia di Mimmo Calopresti (1998)
- Panni sporchi, regia di Mario Monicelli (1999)
- Beresina oder Die letzten Tage der Schweiz, regia di Daniel Schmid (1999)
- Lontano in fondo agli occhi, regia di Giuseppe Rocca (2000)
- Una lunga, lunga, lunga notte d'amore, regia di Luciano Emmer (2000)
- Incantesimo napoletano, regia di Paolo Genovese e Luca Miniero (2002)
- Tre donne morali, regia di Marcello Garofalo (2006)
- Amiche da morire, regia di Giorgia Farina (2013)
- Così parlò De Crescenzo, regia di Antonio Napoli (2016) - documentario
- Il vizio della speranza, regia di Edoardo De Angelis (2018)
- Il silenzio grande, regia di Alessandro Gassmann (2021)

### Televisione
- Uomo e galantuomo, regia di Eduardo De Filippo - prosa televisiva (1975)
- De Pretore Vincenzo, regia di Eduardo De Filippo - prosa televisiva (1976)
- L'arte della commedia, regia di Eduardo De Filippo - prosa televisiva (1976)
- Gli esami non finiscono mai, regia di Eduardo De Filippo - prosa televisiva (1976)
- Natale in casa Cupiello, regia di Eduardo De Filippo - prosa televisiva (1977)
- Il balordo, regia di Pino Passalacqua - miniserie TV (1978)
- Quei figuri di tanti anni fa, regia di Eduardo De Filippo - prosa televisiva (1978)
- Gennareniello, regia di Eduardo De Filippo - prosa televisiva (1978)
- Le voci di dentro, regia di Eduardo De Filippo - prosa televisiva (1978)
- Le storie di Mozziconi, regia di Nanni Fabbri (1983) - Serie TV (4 episodi)
- Effetti personali, regia di Giuseppe Bertolucci e Loris Mazzetti - documentario (1983)
- Sogni e bisogni, regia di Sergio Citti - miniserie TV (1985)
- Aeroporto internazionale, regia di Paolo Poeti e Enzo Tarquini - serie TV, 3 episodi (1985)
- Un altro varietà, regia di Antonello Falqui - varietà (1986)
- Sogni e bisogni, regia di Sergio Citti - miniserie TV (1985)
- L'uomo, la bestia e la virtù, regia di Carlo Cecchi - film TV (1991)
- Dio vede e provvede, regia di Enrico Oldoini - film TV (1996)
- Mio padre è innocente, regia di Vincenzo Verdecchi - film TV (1997)
- La storia di Gigi 2, regia di Luca Mazzieri e Marco Mazzieri - film TV (1997)
- Natale in casa Cupiello, regia di Edoardo De Angelis - film TV (2020)
- Mina Settembre, regia di Tiziana Aristarco – serie TV (2021-2022)

### Cortometraggi
- Westmoreland Naples, regia di Pietro Baldoni, Marcello Garofalo (1996)
- Volevo sapere sull'amore, regia di Max Croci (2004)
- La macchina americana, regia di Alessandro Spada (2012)
- Mr. Rotpeter, regia di Antonietta De Lillo (2017)

## Riconoscimenti
- David di Donatello[1]
  - 1985 – Migliore attrice non protagonista per Così parlò Bellavista
  - 1993 – Migliore attrice non protagonista per Arriva la bufera
  - 1996 – Migliore attrice non protagonista per La seconda volta
  - 1998 – Candidatura alla migliore attrice non protagonista per La parola amore esiste
  - 2002 – Migliore attrice protagonista per Incantesimo napoletano
  - 2019 – Migliore attrice non protagonista per Il vizio della speranza
- Nastro d'argento
  - 1985 – Migliore attrice non protagonista per Così parlò Bellavista[2]
  - 1994 – Candidatura alla migliore attrice non protagonista per Arriva la bufera
  - 1999 – Candidatura alla migliore attrice non protagonista per La parola amore esiste
  - 2008 – Candidatura alla migliore attrice non protagonista per Tre donne morali
  - 2019 – Migliore attrice non protagonista per Il vizio della speranza[3]
- Ciak d'oro
  - 1998 – Migliore attrice non protagonista per La parola amore esiste
  - 2019 – Migliore attrice non protagonista per Il vizio della speranza[4]
  - 2021 – Migliore attrice non protagonista per Il silenzio grande
- Premio Ubu
  - 1980 – Migliore attrice non protagonista per Il compleanno[5]

## Opere letterarie
- Marina Confalone, Storie d'amore con pioggia, Napoli, Guida, 2003, ISBN 9788871887159.